# Aborto en Canadá

Financiación del aborto en las provincias y territorios de Canadá.
Totalmente financiado por el gobierno provincial
Parcialmente financiado en las clínicas privadas
No financiado en las clínicas privadas
No existen clínicas ni hospitales que practiquen el aborto

Aborto en Canadá, referido al aborto inducido, es legal y no está limitado por ley, se practica a petición de la mujer, se practica en hospitales públicos y es gratuito. Algunas normas provinciales y territoriales regulan su procedimiento y condiciones de accesibilidad. Canadá es una de los pocas naciones que no tiene restricciones legales para la práctica del aborto inducido. Desde 1988 no hay leyes que limiten el aborto en Canadá.

## Inexistencia de leyes que limiten el aborto desde 1988

### 1968 - Ley de Reforma del Código Penal
La práctica del aborto era ilegal en Canadá hasta la aprobación de la Criminal Law Amendment Act, 1968-69 (Ley de Reforma del Código Penal) que despenalizó la homosexualidad, los métodos anticonceptivos y la práctica del aborto inducido, entre otras modificaciones.
La reforma del aborto inducido requería un informe de un comité de doctores indicando la conveniencia de la interrupción del embarazo. Aunque en la práctica, algunos hospitales autorizaban casi todos los abortos, mientras que otros permitían muy pocos este informe será la causa fundamental de la sentencia de 1988 que declaró inconstitucional la reforma sobre el aborto de 1968.

### 1988 - Inconstitucionalidad de la reforma de 1968
En 1988, la Corte Suprema de Canadá falló, en el Caso R. contra Morgentaler (Henry Morgentaler) que la legislación existente era inconstitucional anulando la reforma de la ley de 1969. Desde entonces Canadá no ha tenido legislación sobre la materia.
La Corte Suprema de Canadá revocó la ley de 1968 al considerar que infringía la Sección 7 de la Carta de Derechos y Libertades al violar el derecho a la privacidad de la mujer, a su libertad y a su seguridad personal. El entonces Presidente de la Corte Suprema de Canadá Brian Dickson escribió: Obligar a una mujer, mediante la amenaza de sanción penal para llevar un feto a término a menos que cumpla determinados criterios relacionados con sus propias prioridades y aspiraciones, es una interferencia con el cuerpo de una mujer y por lo tanto una violación de la seguridad de la persona.
A partir de la sentencia de 1988 el aborto es considerado en Canadá como cualquier otro procedimiento médico y se rige tanto por las normas provinciales como las normas sanitarias de cualquier procedimiento médico.

### 1989 - Sentencia sobre la nulidad del veto paterno al aborto
En 1989, la Corte Suprema de Canadá dictaminó que un padre no tiene derecho legal para vetar la decisión de la mujer al aborto. La sentencia se produjo después de que el novio de Chantal Daigle obtuvo una orden judicial que le impedía a esta tener un aborto. Ante esta sentencia provisional Chantal Daigle viajó en secreto a los Estados Unidos para que le fuera practicado un aborto inducido.

## Asistencia hospitalaria gratuita
En el año 1995, las normativas aprobadas de carácter provincial y federal obligaban a Nueva Escocia y Nuevo Brunswick a permitir el aborto en clínicas privadas. A pesar de ello, el acceso al aborto fuera de los hospitales sigue siendo incompatible en todo el país. Algunas provincias y territorios cubren el costo de los abortos previstos en las clínicas fuera de los hospitales. Los que no lo permiten garantizan la práctica del aborto en hospitales públicos con carácter gratuito.

## Número de abortos
En el año 2005 se practicaron 112 000 abortos. El número de abortos ha descendido desde 2008.